# Ferdinand Rostásy
Ferdinand Stefan Rostásy (* 4. Mai 1932 in Wien; † 16. August 2018) war ein in Österreich geborener und später vor allem in Deutschland lebender Bauingenieur.

## Leben und Wirken
Rostásy legte 1950 sein Abitur in Judenburg ab und studierte anschließend bis 1954 an der Technischen Hochschule Stuttgart Bauingenieurwesen. 1958 wurde er dort am Institut für Baustoffkunde und Materialprüfung (Otto-Graf-Institut) mit einer Arbeit über theoretische und experimentelle Beiträge zur Erforschung des Schwindens und der Schwindspannungen des Betons promoviert.
Anschließend ging er zwei Jahre an das Structural Laboratory der Portland Cement Association in Chicago, wo er über Spannbeton forschte. 1961 bis 1963 leitete er eine Entwurfsgruppe Fertigteilbau im Haupt-Konstruktionsbüro der Strabag in Köln. Bis 1968 war er technischer Leiter der Fertigteilwerke Köln und Salzgitter der Fa. Munte in Braunschweig. Anschließend ging er zurück an die Universität Stuttgart und übernahm die Leitung der Abteilung Stahl und Stahlbeton im Otto-Graf-Institut. 1975 habilitierte er sich mit einer Arbeit über Zwang und Rissebeschränkung bei Außenwänden aus Stahlleichtbeton. 1976 wurde er auf den Lehrstuhl für Baustoffkunde und Stahlbetonbau der Technischen Universität Braunschweig berufen und war auch Direktor der Materialprüfanstalt für das Bauwesen in Braunschweig. Dort arbeitete er bis zu seinem Ausscheiden aus dem aktiven Dienst im Jahr 1997. Rostásy war Mitglied in zahlreichen nationalen und internationalen wissenschaftlichen Vereinigungen und Gremien.
Rostásy beschäftigte sich mit dem Schwinden und der Wärmeentwicklung von Beton und den damit in Verbindung stehenden Zwangbeanspruchungen, dem Kriechen von Beton, dem Tieftemperaturverhalten von Beton und Stahl insbesondere im Zusammenhang mit Flüssiggastanks, dem Verhalten von Beton und dem Verbundverhalten von Beton und Stahl bei hohen Temperaturen, mit Spannbetonfertigteilen, mit der Bruchmechanik von Beton, mit der Korrosion von Spannstahl, mit der Rissbildung und Rissbreitenbeschränkung bei Stahlbetonbauteilen, mit Stahlfaserbeton, mit der nachträglichen Verstärkung von Bauteilen mittels geklebter Bewehrung, mit Faserverbundwerkstoffen als Bewehrung, mit Wärmedämmverbundsystemen, mit Dauerhaftigkeitsfragen, mit historischem Mauerwerk und Fragen der Baudenkmalpflege sowie Messverfahren zur Bauwerksüberwachung.
1983 veröffentlichte er außerdem ein Fachbuch über Baustoffe.
Rostásy war verheiratet und hatte mehrere Kinder.

## Auszeichnungen
- Ehrendoktorwürde der Universität Stuttgart[3]
- Mitglied der Braunschweigischen Wissenschaftlichen Gesellschaft[5]

## Schriften (Auswahl)
- Baustoffe, Kohlhammer Verlag, Stuttgart 1983, ISBN 3-17-007928-X.

## Belege
1. ↑  Prof. em. Dr.-Ing. Dr.-Ing. E. h. Ferdinand S. Rostásy verstorben. Alumni Bau Carolo-Wilhelmina, 5. September 2018, abgerufen am 24. September 2018.
2. 1 2 3 4  Harald Budelmann (Hrsg.): Technologie und Anwendung der Baustoffe. Festschrift zum 60. Geburtstag von Ferdinand S. Rostásy. Ernst & Sohn, Berlin, 1992. ISBN 3-433-01242-3.
3. 1 2 3 4  Harald Budelmann: Ferdinand S. Rostásy – 80 Jahre. In: Beton- und Stahlbetonbau. Bd. 107, Heft 5, 2012, S. 361–362.
4. ↑  Frank Schmidt-Döhl (Hrsg.): Festschrift zum 65. Geburtstag von Prof. Dr.-Ing. F.S. Rostásy – Baustoffe in Praxis, Lehre und Forschung. Schriftenreihe des Instituts für Baustoffe, Massivbau und Brandschutz, TU Braunschweig, Heft 128, 1997, ISBN 3-89288-107-3.
5. ↑  Internetseite der Braunschweigischen Wissenschaftlichen Gesellschaft. Braunschweigische Wissenschaftliche Gesellschaft, abgerufen am 24. Mai 2014.

| Personendaten    | Personendaten                                  |
| ---------------- | ---------------------------------------------- |
| NAME             | Rostásy, Ferdinand                             |
| ALTERNATIVNAMEN  | Rostásy, Ferdinand Stefan (vollständiger Name) |
| KURZBESCHREIBUNG | österreichisch-deutscher Bauingenieur          |
| GEBURTSDATUM     | 4. Mai 1932                                    |
| GEBURTSORT       | Wien                                           |
| STERBEDATUM      | 16. August 2018                                |